# Billy Beane
William „Billy“ Lamar Beane III (* 29. März 1962 in  Orlando, Florida) ist ein ehemaliger Baseballspieler. Er war von 1997 bis 2015 General Manager (GM) der Oakland Athletics in der Major League Baseball und ist seither dort Executive Vice President of Baseball Operations.

## Leben und Karriere
Beane wuchs als Sohn eines Marineoffiziers auf und zeigte früh Talent in verschiedenen Sportarten. Als 18-Jähriger entschied er sich für eine professionelle Baseballkarriere und wurde im MLB Draft 1980 von den New York Mets verpflichtet. Er schlug dafür ein Sportstipendium der renommierten Stanford University aus, was er später als großen Fehler bezeichnete. Bei den Mets konnte sich Beane nicht durchsetzen und wechselte zu den Minnesota Twins, mit denen er 1987 die World Series gewann, jedoch saisonübergreifend nur 12 Spiele für die A-Mannschaft absolvierte. Auch bei seinen beiden letzten Stationen als Spieler, den Detroit Tigers und den Oakland Athletics, war ihm kein persönlicher sportlicher Erfolg vergönnt.
Berühmt wurde Beane durch seine Tätigkeit für die Oakland Athletics, wo er zunächst als Scout, ab 1993 als Assistant GM, ab 1997 als GM tätig war und seit 2015 Executive Vice President of Baseball Operations ist. Durch die damals revolutionäre Einführung der Sabermetrics zur Spielerbewertung, mit denen sich auch schon sein Vorgänger Sandy Alderson – jedoch in geringerem praktischen Ausmaß – beschäftigt hatte, gestaltete er das Team ab dem Jahr 2000 systematisch um und konnte den finanziell zweitklassigen Verein vier Jahre lang in Folge in die Playoffs führen, wo das Team jedoch stets früh scheiterte. Diese Anfangsjahre werden in den USA als Moneyball Years bezeichnet. Lukrative Jobangebote größerer Clubs, wie etwa der Boston Red Sox im Jahr 2002, schlug er aus. Bis heute konzentriert sich der Verein unter Beanes sportlicher Führung auf die Verpflichtung unterschätzter Jungtalente und tauscht regelmäßig seine Spitzenspieler gegen Nachwuchsathleten aus.

## Rezension
Die Karriere und Errungenschaften Beanes als Manager der Athletics wurden und werden verschiedentlich in Reportagen und Zeitungsberichten positiv hervorgehoben. Das führende US-amerikanische Sportmagazin Sports Illustrated führte Beane 2009 in den Top Ten der besten nordamerikanischen Sportmanager des neuen Jahrtausends. Bereits 2003 verfasste der Publizist Michael Lewis über die Moneyball Years ein Sachbuch mit dem Titel Moneyball: The Art of Winning an Unfair Game. Dieses wurde im Jahr 2011 verfilmt. Die Rolle Beanes übernahm Hollywoodstar Brad Pitt. Der Film erhielt sechs Nominierungen bei der Oscarverleihung 2012.